# Меркле, Адольф
Адольф Меркле (нем. Adolf Merckle) (18 марта 1934, Дрезден — 5 января 2009, Блаубойрен) — бизнесмен, один из богатейших людей в Германии.
Меркле родился в Дрездене в богатой семье. Большая часть его состояния досталась ему по наследству. Он развил химическую оптовую компанию своего дедушки в самую большую оптовую фармацевтическую компанию в Германии Phoenix Pharmahandel. Его семья также владела фирмой Ratiopharm — изготовителем недорогих аналогов (дженериков) известных препаратов. Также ей принадлежат пакеты акций цементной компании HeidelbergCement и производителя транспортных средств Kässbohrer.
Меркле получил образование адвоката, жил в Германии со своей женой и четырьмя детьми.
Меркле занимался не столько управлением компаниями, сколько операциями на фондовом рынке. Судя по всему, ряд сделок принёс существенные убытки. Только на одной сделке с акциями концерна «Фольксваген» Меркле потерял более, чем 400 млн евро (около 540 млн долларов). Меркле сделал спекулятивные инвестиции, предполагая, что цены на акции «Фольксваген» упадут. Он взял в долг акции «Фольксвагена» и продал их, рассчитывая купить потом дешевле, вернуть долг и остаться с прибылью. В октябре 2008 года, после объявления о поддержке «Фольксвагена» концерном «Порше», цены на акции «Фольксвагена» на Франкфуртской фондовой бирже менее чем за два дня выросли с 210,85 до более 900 евро за акцию. Чтобы вернуть долг, Меркле вынужден был покупать подорожавшие акции с большим убытком для себя.
В 2007 его состояние оценивалось Forbes в 12,8 млрд долларов США, а к декабрю 2008 осталось 9,2 млрд.
В конце 2008 года компания по управлению активами VEM, которой принадлежали, в частности, доли в Ratiopharm и HeidelbergCement, столкнулась с кризисом ликвидности. Первоначально в некоторых СМИ причиной этого были названы убытки от опционных сделок с акциями Volkswagen. Фактически же, в начале 2008 года Адольф Меркле провёл два крупных увеличения капитала HeidelbergCement, которые были использованы для финансирования приобретения британского производителя строительных материалов Hanson. Ссуды, взятые для этой цели, были обеспечены акциями компании. Когда во время финансового кризиса стоимость фондового рынка резко снизилась, ценные бумаги также временно теряли около 75 % своей стоимости. Из-за этого потребовалось дополнительное обеспечение и досрочные выплаты по кредиту. Адольф Меркле использовал частные средства и операционные активы, но не смог полностью удовлетворить требования. Его сын Людвиг Меркле вёл переговоры с банками-кредиторами, на которых было решено предоставить промежуточную ссуду и продать Ratiopharm, а также часть акций HeidelbergCement. Таким образом, кризис ликвидности был преодолён и долг был полностью погашен.
Адольф Меркле совершил самоубийство 5 января 2009 года, бросившись под поезд около своего родного города Блаубойрена. По данным родных, финансист решил свести счёты с жизнью, потеряв сотни миллионов евро в результате мирового финансового кризиса.